# Nakanishi Kento
Kento Nakanishi (sinh ngày 9 tháng 7 năm 1992) là một cầu thủ bóng đá người Nhật Bản.

## Sự nghiệp câu lạc bộ
Kento Nakanishi đã từng chơi cho Fujieda MYFC.